# Norberto do Amaral
Norberto do Amaral (Ainaro, 17 de fevereiro de 1956) é o actual bispo de Maliana, Timor-Leste, desde 24 de abril de 2010.

## Biografia
Nasceu em 17 de fevereiro de 1956 em Ainaro, no então Timor Português, hoje Timor-Leste. É filho de Teófilo de Araújo e de Martinha de Lima Amaral.

## Formação académica e eclesiástica
Frequentou a Escola Primária de Ainaro de 1966 até 1971. No ano letivo de 1971/72 entra no Seminário de São Francisco Xavier e o Seminário de Nossa Senhora de Fátima, Dare. No tempo da invasão Indonésia, retoma os estudos no Externato de São José Operário de Balide (e Lahane). Em 1980 parte para ilha de Flores, Indonésia, para frequentar o “Tahun Rohani” (Ano de Espiritualidade). Em 1981 inicia os estudos de Filosofia no Seminário Maior de Ritapiret. Em 1986/87, faz o TOP (Tahun Orientasi Pastoral) nas Paróquias de Manatuto e Ossu. Regressa a Flores para acabar a Teologia.
Em 1988, a 18 de setembro, recebe a ordenação sacerdotal na Igreja de Nossa Senhora de Fátima, em Ainaro.
É colocado em Maubisse como vigário-cooperador. E em 1989 foi nomeado Pároco de Maubisse até o ano 2000, em que foi nomeado primeiro reitor timorense do Seminário de Nossa Senhora de Fátima, em Balide.
Em 2004 foi enviado a Roma para fazer a Licenciatura em Teologia Dogmática na Pontifícia Universidade Urbaniana, tendo sido hospedado no Colégio Pontifício Português, que é um organismo da Conferência Episcopal Portuguesa.
Regressado a Timor-Leste, exerceu o cargo de docente no Seminário Maior de São Pedro e São Paulo, em Díli. Em 2008 foi nomeado Chanceler da Câmara Eclesiástica, e, em 2009, foi nomeado Diretor da revista católica Seara.

## Episcopado de Maliana
D. Norberto do Amaral foi ordenado bispo de Maliana, dia 24 de abril de 2010, perante grande multidão, após aceitar o compromisso da consagração episcopal, em Tassitolo, Díli. "Sim, aceito", repetiu D. Norberto às perguntas sacramentais do arcebispo D. Leopoldo Girelli, núncio apostólico para a Indonésia e Timor-Leste, ladeado por D. Alberto Ricardo da Silva, Bispo de Díli, e D. Basílio do Nascimento, Bispo de Baucau. Prostrou-se então diante do altar, permanecendo deitado sob a invocação do Espírito Santo e de todos os santos da Igreja, após o que o núncio apostólico pôs as mãos sobre a sua cabeça, sendo seguido no gesto pelos restantes prelados.
D. Leopolo Girelli ungiu depois D. Norberto do Amaral com os óleos do crisma, apôs-lhe sobre a cabeça um dos evangelhos, como símbolo do conhecimento, e de seguida entregou-lhe o anel episcopal, garante da autenticidade dos documentos, da mitra, que simboliza o saber e erudição de Moisés, e do báculo, que representa o pastoreio das almas.
Na qualidade já de bispo residencial de Maliana, D. Norberto do Amaral sentou-se na cátedra, ritual que simboliza a tomada de posse da sua catedral.
Seguiu-se o abraço do presidente da celebração e dos restantes bispos presentes, perante uma grande ovação das muitas pessoas presentes na cerimónia, em que celebraram, além do núncio e dos bispos timorenses, o Bispo de Macau, D. José Lai Hung-seng (黎鴻昇), e ainda prelados da Austrália, Indonésia e do Bornéu Darussalam.
Ao ato solene assistiram deputados, políticos, membros do Governo (representado pelo vice-primeiro-ministro José Luís Guterres), o presidente do Supremo Tribunal, Cláudio Ximenes, a procuradora-geral da República, Ana Pessoa, e outros magistrados, elementos do corpo diplomático, e outras autoridades civis e militares.
As três principais figuras do país - o Presidente da República, José Ramos-Horta, o primeiro-ministro, Xanana Gusmão, e o presidente do Parlamento Nacional, Lassama Araújo - estiveram ausentes por não se encontrarem em Díli.
Além da família do novo bispo e de outros amigos da sua terra natal, Ainaro, a paróquia de Maubisse, de que foi pároco, enviou uma forte representação, e pode dizer-se que a Igreja timorense esteve "em peso" na ordenação do seu novo bispo, com milhares de sacerdotes, acólitos, grupos de adoração e coros paroquiais, escuteiros e grupos de jovens. De vários sucos (equivalentes a freguesias) vieram também grupos tradicionais de fiéis trajados a rigor, com os respetivos estandartes, que exibiram as suas danças.
No cortejo processional, que levou D. Norberto do Amaral ao altar onde iria ser ordenado, incorporou-se o grupo de danças tradicionais de Maubisse, seguindo de centenas de acólitos e padres e do cortejo dos arcebispos e bispos convidados a acompanhá-lo.
Com a ordenação do bispo de Maliana, D. Norberto do Amaral, a Igreja de Timor-Leste, dependente do Vaticano, passa a ter três dioceses, condição para poder constituir uma conferência episcopal própria.
As outras duas dioceses são a de Díli, a primeira a ser criada, cujo atual bispo é D. Alberto Ricardo da Silva, e a diocese de Baucau, que tem por titular D. Basílio do Nascimento.
Foi um longo caminho, desde a chegada dos primeiros missionários dominicanos, que conheceu momentos difíceis de perseguições e de destruição, particularmente no século XX, primeiro com a invasão japonesa, depois com a Indonésia.
Timor-Leste, então colónia portuguesa, conheceu a primeira diocese a 4 de setembro de 1940, através da bula "Solenizas Conventionibus" do Papa Pio XII, que aprovou que fossem autonomizadas as missões católicas a leste de Malaca, criando uma nova diocese com o seu centro em Díli. Foi então designada como catedral a Igreja de Nossa Senhora da Imaculada Conceição, em Balide, e nomeado vigário-geral o padre Jaime Garcia Goulart, futuro bispo.
No dia 17 de março de 2014, iniciaram a visita “ad limina Apostolorum” (Papa e Cúria Romana) dos três bispos que compõem a Conferência Episcopal de Timor-Leste. O presidente da Conferência Episcopal de Timor-Leste, bispo D. Basílio do Nascimento, revelou que convidou o Papa Francisco a visitar o país em 2015, ano da comemoração dos 500 anos da chegada dos portugueses a Timor-Leste. "Como soubemos que em 2015 ele fará uma visita à Ásia, às Filipinas e ao Bangladesh, nós fizemos o convite. Agora, não sei se aceita ou se não, mas pelo menos ele não pôs imediatamente de lado, não levantou obstáculos", acrescentou, ressalvando que "vai depender fundamentalmente da calendarização e disponibilidade do papa", disse à Agência Lusa.
Em entrevista à Rádio Vaticana, evocaram o interesse, a humanidade e a humildade com que o Santo Padre os recebeu, assim como alguns dos pontos sobre os quais o Papa os encaroujou a pôr a tônica a fim de consolidar a vivência cristã/católica no país, cuja população é quase totalmente batizada.
Não deixaram de fazer comentários sobre a influência que a Igreja no país tem sobre a vida da população. Referiram-se, igualmente, ao encontro dos Bispos lusófonos realizado em Timor há cerca de dois anos atrás, e aos ensinamentos que o processo de pacificação em Timor-Leste pode representar para os outros países, nomeadamente africanos. No que toca especificamente a esta visita "ad limina", D. Basílio do Nascimento disse que, para eles, tratou-se antes de mais de uma aprendizagem.